# Нереальный блокбастер
«Нереальный блокбастер» (англ. Disaster Movie) — американский художественный фильм в жанрах кинокомедии и кинопародии, вышедший на экраны в 2008 году.

## Сюжет
Молодой человек Уилл видит себя во сне в образе первобытного человека. К нему подходит саблезубая Эми Уайнхаус, которая выдает ему информацию о конце света (29 августа 2008 года), и о том, что это связано с неким хрустальным черепом. После этого она выпивает залпом бензин и очень долго отрыгивает его на Уилла. В итоге он просыпается в компании любимой и голого чернокожего рэпера. Уилл ссорится со своей девушкой, которая хочет серьёзных отношений, а он боится этого. Она уходит от него вместе с белокожим карликом по имени Джо-Джо, прятавшимся у них в постели. После этого Уилл устраивает вечеринку по случаю своего 16-летия, хотя ему уже 25.
В самый разгар вечеринки происходит землетрясение, а по радио объявляют о падении астероида на Землю. На улице паника и разруха. Среди этого «кошмара» мелькают герои из других фильмов — Железный человек, Хеллбой, Ханна Монтана, Бэтмен, главные героини «Секса в большом городе» и другие.
В музее естествознания Уилл ставит на Алтарь хрустальный череп, и катастрофа прекращается. Уилл женится на Эмми. Все персонажи фильма поют финальную песню о любви друг к другу.

## Пародируемые фильмы
В порядке появления
- Армагеддон — заставка с названием фильма
- 10 000 лет до нашей эры — сон Уилла в начале фильма
- Индиана Джонс и Королевство хрустального черепа — Уилл, Эмми и Мини Индиана Джонс пытаются поставить череп на алтарь
- Старикам тут не место — Антон Чигур на вечеринке
- SuperПерцы — два парня крадут алкоголь с вечеринки
- Особо опасен — стрельба на вечеринке
- Джуно — беременная старшеклассница и парень c гитарой
- Классный мюзикл: Каникулы — музыкальный парад черлидеров и баскетболистов на вечеринке
- Монстро — основной сюжет фильма (после вечеринки главный герой со своими друзьями в катастрофе спасает свою находящейся в другом конце города девушку)
- Ханна Монтана — друзья обнаруживаю девушку под метеоритом
- Хэнкок — появляется сразу после сцены с Ханной Монтаной
- Секс в большом городе — друзья обнаруживают героинь сериала в убежище
- Не шутите с Зоханом — Джуно в драке с Керри использует прием с ногами
- Телепорт, Хроники Нарнии: Принц Каспиан — сон Уилла в убежище
- Ночь в музее — Эмми работает сторожем в музее где оживают экспонаты
- Зачарованная — новая спутница в путешествии героев и ее принц
- Шаг вперёд 2: Улицы — танцевальный баттл
- Железный человек, Хеллбой: Герой из пекла, Невероятный Халк — супергерои противостоят урагану с коровами
- Напряги извилины — Кэлвин использует шпионский телефон в кроссовке
- Элвин и бурундуки — поющие, бешеные бурундуки в убежище
- Тёмный рыцарь — Бэтмен покидающий город
- Спиди-гонщик — похищение тачки
- Беовульф, Кунг-фу панда — ожившие экспонаты Панды и Беовульфа противостоят главным героям
- Секс-гуру — Питка венчает Эмми и Уилла на их свадьбе

## В ролях
| Актёр            | Роль                                                                     |
| ---------------- | ------------------------------------------------------------------------ |
| Мэтт Лантер      | Уилл                                                                     |
| Ванесса Лаше     | Эми                                                                      |
| Дж. Тэнг         | Кэлвин                                                                   |
| Николь Паркер    | Жезель, Эми Уайнхаус, Джессика Симпсон                                   |
| Криста Флэнеган  | Джуно, Ханна Монтана                                                     |
| Ким Кардашян     | Лиза                                                                     |
| Айк Баринхолц    | Хэллбой, Принц Каспиан, Волк, Антон Чигур, Полицейский, Бэтмен, Беовульф |
| Кармен Электра   | Фокс                                                                     |
| Тони Кокс        | Индиана Джонс                                                            |
| Тэд Хилдженбринк | Принц Эдвард                                                             |
| Джейсон Бог      | Кэрри Брэдшоу                                                            |

## Прокат
В прокате фильм «Нереальный блокбастер», в отличие от других фильмов этих авторов, не окупился. При бюджете в 20—25 млн долларов доход компании-производителя составил около 14 млн долларов. Сборы в США составили 14 190 901 долларов (доля производителя 50 % — 7,1 млн долларов), в остальном мире 20 625 923 долларов (доля производителя 35 % — 7,2 млн долларов).

## Отзывы
Большинство отзывов на «Нереальный блокбастер» носят отрицательный характер. Так, на сайте Rotten Tomatoes он имеет 2 % положительных рецензий, на сайте Metacritic его оценка в настоящее время составляет 15 баллов из 100 возможных (на основе 12 обзоров). «Нереальный блокбастер» также возглавляет список 100 худших фильмов по версии сайта Internet Movie Database.
На 29-й церемонии вручения «Золотой малины» в 2009 году фильм «Нереальный блокбастер» был номинирован на получение этой награды, вручаемой за сомнительные успехи в области кинематографа, в пяти категориях (худший фильм, худшая женская роль второго плана, худший режиссёр, худший сценарий, худший приквел, сиквел, ремейк или плагиат).